# Municipio de Al Daayen
Al Daayen (en árabe: الضعاين; romanizado: al-Ḍaʻāyin) es uno de los ocho municipios que forman el Estado de Catar. Su capital es Umm Qarn, y su ciudad más poblada, Lusail. 
El séptimo en el Ministerio de Municipalidad y Urbanismo, después de los municipios de Ad Dawhah, Rayán, Al Wakrah, Umm Salal, Jor y Al Shamal. La historia de los municipios en Catar se remonta a 1963, cuando el municipio de Catar fue creado como el primer municipio en virtud de la Ley N.º 11. El municipio de Catar fue considerado la madre de todos los demás municipios, hasta que se convirtió en el Municipio de Doha y tenía personalidad jurídica de una institución pública.
Con el crecimiento demográfico y urbano del país en los últimos años, hubo la necesidad de crear el municipio de Al-Daayen. El Emir de Catar ratificó la resolución N.º 13 del Gobierno en 2004 para la creación del municipio, que tiene personalidad jurídica y depende del Ministerio de Municipalidades y Urbanismo.